# Eckerd Tennis Open 1989
L'Eckerd Open 1989 è stato un torneo di tennis giocato sulla terra rossa. È stata la 17ª edizione del torneo, che fa parte della categoria Tier IV nell'ambito del WTA Tour 1989. Si è giocato a Tampa negli Stati Uniti, dal 17 al 23 aprile 1989.

## Campionesse

### Singolare
Conchita Martínez ha battuto in finale  Gabriela Sabatini con il punteggio di 6–3, 6–2

### Doppio
Brenda Schultz /  Andrea Temesvári hanno battuto in finale  Elise Burgin /  Rosalyn Fairbank con il punteggio di 7–6, 6–4